# Liste der Gouverneure und Administratoren von Südwestafrika
Die Liste der Gouverneure und Administratoren von Südwestafrika beinhaltet alle Gouverneure von Südwestafrika, d. h. von der deutschen Kolonialzeit bis zur Unabhängigkeit Namibias am 21. März 1990.

## Deutsch-Südwestafrika
| Deutsch-Südwestafrika (1883–1915) | Deutsch-Südwestafrika (1883–1915) | Deutsch-Südwestafrika (1883–1915) | Deutsch-Südwestafrika (1883–1915) | Deutsch-Südwestafrika (1883–1915)  |
| Foto                              | Name                              | Lebensdaten                       | Amtsbezeichnung                   | Amtszeit                           |
| --------------------------------- | --------------------------------- | --------------------------------- | --------------------------------- | ---------------------------------- |
|                                   | Heinrich Vogelsang (amtierend)    | 1862–1914                         | Magistrat                         | 9. April 1883 bis 12. Mai 1883     |
|                                   | Adolf Lüderitz                    | 1834–1886                         | Magistrat                         | 12. Mai 1883 bis 24. April 1884    |
|                                   | Gustav Nachtigal                  | 1834–1885                         | Reichskommissar                   | 7. Oktober 1884 bis Mai 1885       |
|                                   | Heinrich Ernst Göring (amtierend) | 1838–1913                         | Reichskommissar                   | Mai 1885 bis August 1890           |
|                                   | Louis Nels (amtierend)            | 1855–1910                         | Reichskommissar                   | August 1890 bis März 1891          |
|                                   | Curt von François                 | 1852–1931                         | Reichskommissar                   | März 1891 bis November 1893        |
|                                   | Curt von François                 | 1852–1931                         | Landeshauptmann                   | November 1893 bis 15. März 1894    |
|                                   | Theodor Leutwein                  | 1849–1921                         | Landeshauptmann                   | 15. März 1894 bis 18. April 1898   |
|                                   | Theodor Leutwein                  | 1849–1921                         | Gouverneur                        | 18. April 1898 bis 19. August 1905 |
|                                   | Lothar von Trotha (amtierend)     | 1848–1920                         | Gouverneur                        | 19. August 1905 bis November 1905  |
|                                   | Friedrich von Lindequist          | 1862–1945                         | Gouverneur                        | November 1905 bis 20. Mai 1907     |
|                                   | Bruno von Schuckmann              | 1857–1919                         | Gouverneur                        | 20. Mai 1907 bis 20. Juni 1910     |
|                                   | Theodor Seitz                     | 1863–1949                         | Gouverneur                        | 28. August 1910 bis 9. Juli 1915   |

## Südafrikanische Verwaltung
| Militärische Besatzung durch Südafrika (1915–1920) | Militärische Besatzung durch Südafrika (1915–1920) | Militärische Besatzung durch Südafrika (1915–1920) | Militärische Besatzung durch Südafrika (1915–1920) | Militärische Besatzung durch Südafrika (1915–1920) |
| Foto                                               | Name                                               | Lebensdaten                                        | Amtsbezeichnung                                    | Amtszeit                                           |
| -------------------------------------------------- | -------------------------------------------------- | -------------------------------------------------- | -------------------------------------------------- | -------------------------------------------------- |
|                                                    | Louis Botha                                        | 1862–1919                                          | Militärgouverneur                                  | 9. Juli 1915 bis 11. Juli 1915                     |
|                                                    | Percival Scott Beves                               | 1868–1924                                          | Militärgouverneur                                  | 11. Juli 1915 bis 30. Oktober 1915                 |
|                                                    | Edmond Gorges                                      | 1872–1924                                          | Administrator                                      | 31. Oktober 1915 bis 1. Oktober 1920               |
|                                                    | Gysbert Hofmeyr                                    | 1871–1942                                          | Administrator                                      | 1. Oktober 1920 bis 17. Dezember 1920              |
| Südafrikanische Mandatsausübung (1920–1968)        |                                                    |                                                    |                                                    |                                                    |
| Foto                                               | Name                                               | Lebensdaten                                        | Amtsbezeichnung                                    | Amtszeit                                           |
|                                                    | Gysbert Hofmeyr                                    | 1871–1942                                          | Administrator                                      | 17. Dezember 1920 bis 1. April 1926                |
|                                                    | Albertus Werth                                     | 1880–1948                                          | Administrator                                      | 1. April 1926 bis 1. April 1933                    |
|                                                    | David Conradie                                     | 1879–1966                                          | Administrator                                      | 1. April 1933 bis 1. April 1943                    |
|                                                    | Petrus Hoogenhout                                  | 1884–1970                                          | Administrator                                      | 1. April 1943 bis 6. Dezember 1951                 |
|                                                    | Albertus van Rhijn                                 | 1890–1971                                          | Administrator                                      | 6. Dezember 1951 bis 1. Dezember 1953              |
|                                                    | Daniel du Plessis Viljoen                          | 1892–1972                                          | Administrator                                      | 6. Dezember 1953 bis 1. Dezember 1963              |
|                                                    | Wentzel Christoffel du Plessis                     | 1904–1988                                          | Administrator                                      | 1. Dezember 1963 bis zum 1. November 1968          |
| Südafrikanische Besatzung (1968–1990)              |                                                    |                                                    |                                                    |                                                    |
| Foto                                               | Name                                               | Lebensdaten                                        | Amtsbezeichnung                                    | Amtszeit                                           |
|                                                    | Johannes van der Wath                              | 1903–1986                                          | Administrator                                      | 1. November 1968 bis 1. November 1971              |
|                                                    | Barend van der Walt                                | 1914–2002                                          | Administrator                                      | 1. November 1971 bis 1. September 1977             |
|                                                    | Marthinus Steyn                                    | 1920–1998                                          | Generaladministrator                               | 1. September 1977 bis 7. August 1979               |
|                                                    | Gerrit Viljoen                                     | 1926–2009                                          | Generaladministrator                               | 7. August 1979 bis 4. September 1980               |
|                                                    | Daniel Hough                                       | 1937–2008                                          | Generaladministrator                               | 4. September 1980 bis 1. Februar 1983              |
|                                                    | Willie van Niekerk                                 | 1937–2009                                          | Generaladministrator                               | 1. Februar 1983 bis 1. Juli 1985                   |
|                                                    | Louis Pienaar                                      | 1926–2012                                          | Generaladministrator                               | 1. Juli 1985 bis zum 21. März 1990                 |